# アノラック
アノラック（英: anorak）とは、寒冷地や山岳登山などでよく利用される、フードつきのアウターウェア。元はアラスカ先住民のイヌイットが着るアザラシ皮のアウターウェアだった。パーカ、パルカ (parka) 、ヤッケ（独: jacke）ともいわれる。

## イヌイットの衣装

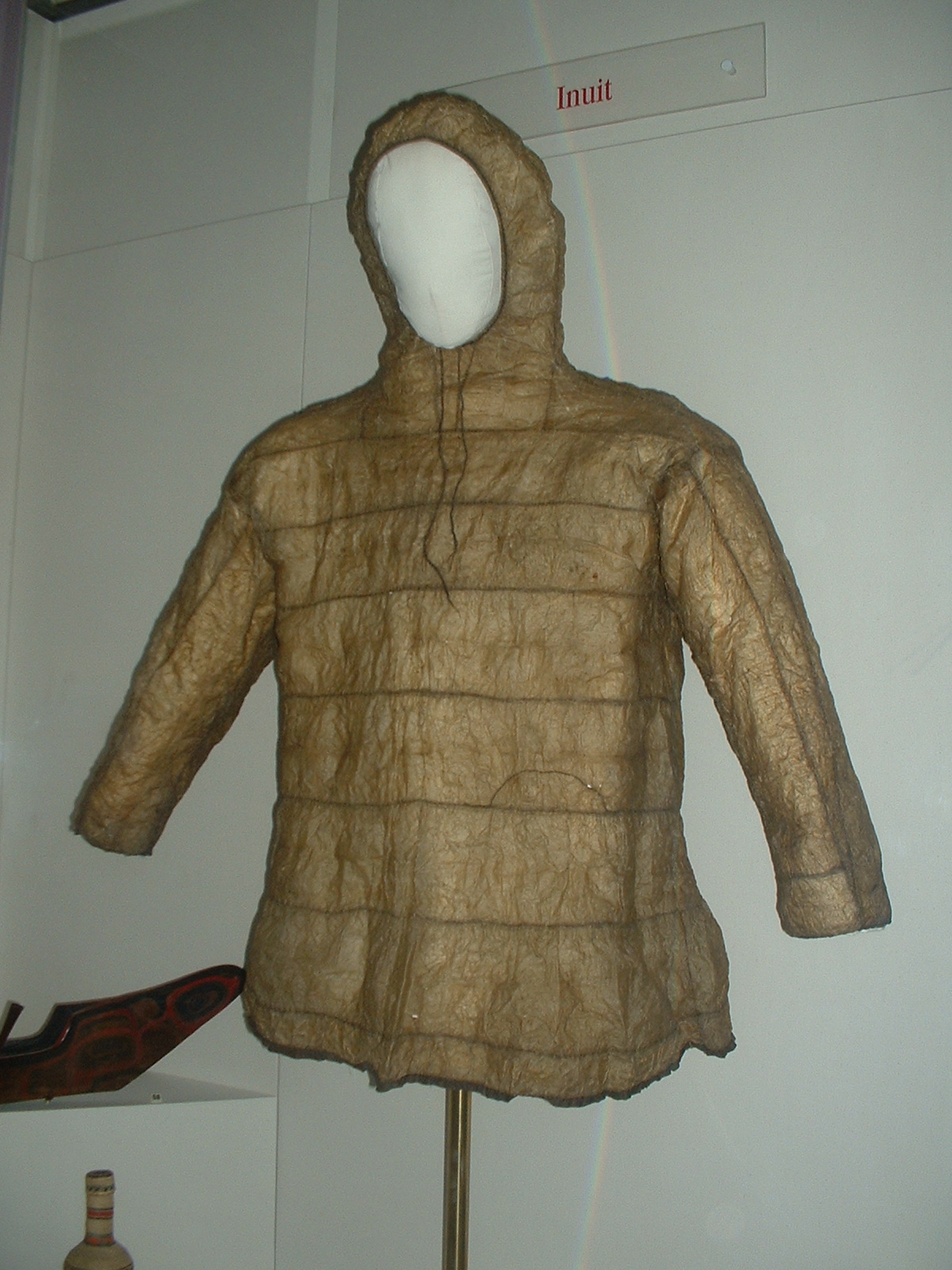
イヌイットのパルカ

植物がほとんど生育しない極地に住む狩猟民イヌイットの衣装は、すべてのパーツが動物由来の素材でできているのが特徴である。
衣服に用いられるアザラシや鹿類の革は機能性を高めるために、ナイフなどで肉をこそげとった後、女性が自らの歯で丹念に噛んで柔らかくするという独特ななめしの工程を経て衣料品に供される。
上着に当たるアノラックはたいていアザラシの皮をなめして毛を裏に貼り付けて作られており、テニスラケットに使われるガットの要領でアザラシの腸を糸に用い獣骨製の針（貴重品）で縫うフードつきの短い防寒着である。
この民族服を模して作られた「アノラック」とは違って防寒のために裾をズボンに入れ込んで帯で留める。
男女ともに上の要領で作った皮ズボンを穿いて、ズボンの裾はカミックと呼ばれる皮のブーツの中に入れ込んで雪がブーツに入り込まないようにするなど実に機能的な衣装だが、基本的には防寒着の扱いで家の中ではもう少し軽装であるらしい。

## 近代の防寒着

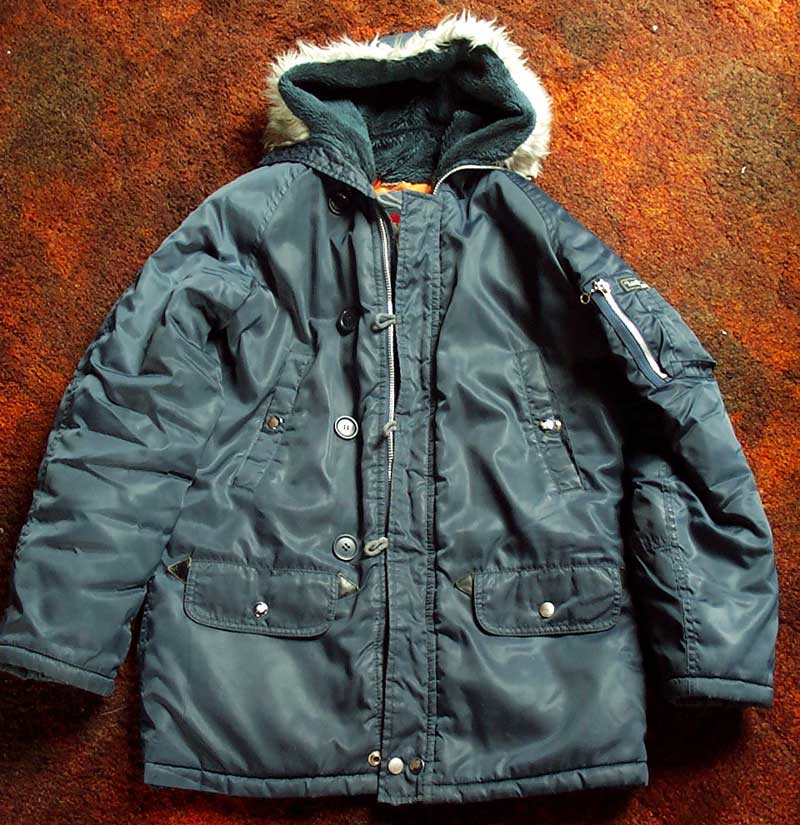
アメリカ軍のパルカ N-3B

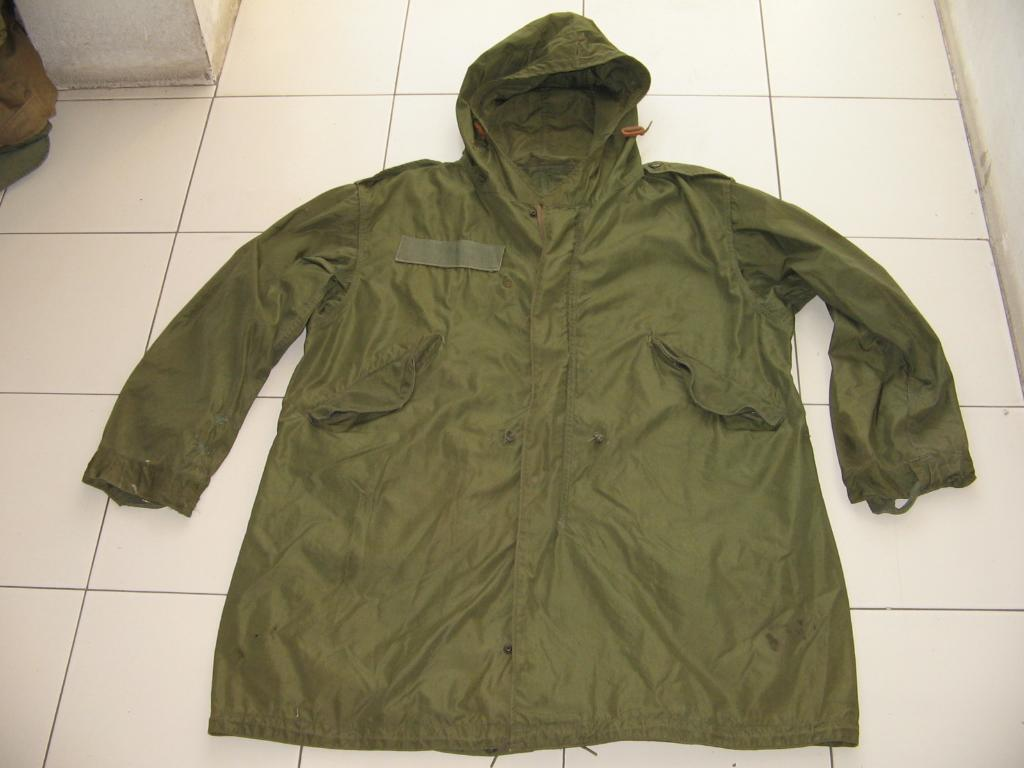
アメリカ軍のパルカ モッズコート

丈は尻丈前後のものが多く、腰より短い、膝より長いものはあまり見られない。
フードがついており、フードの縁には目の睫のような働きで雨雪を遮るためと、生地が凍結して顔に貼り付くのを防止するため、ファーが取り付けられていることがある。
袖口には雨風が入り込まないよう、ゴム編みやゴム、マジックテープやボタンで絞れるギミックを採用していることが多い。また、腰や裾にはドローストリングと呼ばれる引っ張ることで服と体を密着させられる紐が取り付けられていることもある。
表地の素材はコットンやナイロン、ポリエステル、革など多岐に渡るが、耐水性があり、丈夫な素材が使われるのが一般的である。
高い防寒性を持たせるため、裏地にウールやフリースなどを貼り付けていたり、表地と裏地の間にダウンやポリエステル綿が詰められていたりする。中には軽量化と携帯性に特化し、断熱材が全く付けられていないものも存在する。
アノラック、パーカ、パルカ、ヤッケと様々な呼び名があるが、基本的にどれも同じものである。人によっては使い分けることもあり、アノラック、ヤッケというとプルオーバータイプを、パーカ、パルカというと前開きタイプを指すことが多い。

## 音楽
ロックのムーブメントの一つ。1980年代のスコットランドにおいてネオアコなどを基調として勃興し、パワーポップなどの流れも汲み、1990年代にかけてギターポップの一角を占めた。特にグラスゴーを拠点としたザ・パステルズらを筆頭に、その影響下または共通する傾向にあるバンド群を指して、主に日本で使われる親しみを込めた俗称である。その作風についても「アノラック・サウンド」と呼ばれ、粗削りな演奏の中にも作曲センスのある新鮮な魅力を持っていたり、ときにはヘタウマとも形容される。由来は地元の人々がよく着用している防寒服のアノラック。

## 洗濯機の事故
国民生活センターによれば、中綿入りアノラックを洗濯機で脱水したところ、異常音がして洗濯機が飛び跳ねて半回転し、後ろの鉄板部分がはがれてしまう事故がおきている。
これは、アノラックのような防水性繊維製品が、脱水槽を作動させたことにより遠心力で脱水槽の内壁に張り付き、その防水性のため脱水槽内の孔から水分が抜けていかないために、脱水槽内部に水が溜まったまま高速回転してしまう事によって、洗濯機の重量バランスが大きく狂うことによるものである。